# Беззаботовка
Беззабо́товка (укр. Беззаботівка) — село в Александровской поселковой общине Краматорского района Донецкой области Украины.

## Общие сведения
Население по переписи 2001 года составляло 212 человек. Почтовый индекс — 84040. Телефонный код — 6269.

## Известные уроженцы
- Беликов, Сергей Трифонович (1921 — ?) — Герой Социалистического Труда.